# Travis Gerrits
Travis Gerrits (Milton, 19 oktober 1991) is een Canadese freestyleskiër. Hij nam deel aan de Olympische Winterspelen 2014 in Sotsji.

## Carrière
Bij zijn wereldbekerdebuut, in januari 2008 in Mont Gabriel, scoorde Gerrits direct wereldbekerpunten. Drie jaar later eindigde hij in Mont Gabriel voor de eerste maal in de top tien van een wereldbekerwedstrijd. Op de wereldkampioenschappen freestyleskiën 2011 in Deer Valley eindigde de Canadees als zesde op het onderdeel aerials. In januari 2013 stond Gerrits in Val Saint-Côme voor de eerste maal in zijn carrière op het podium van een wereldbekerwedstrijd. In Voss nam hij deel aan de wereldkampioenschappen freestyleskiën 2013, op dit toernooi veroverde hij de zilveren medaille op het onderdeel aerials. Op 22 december 2013 boekte de Canadees in Peking zijn eerste wereldbekerzege. Tijdens de Olympische Winterspelen van 2014 in Sotsji eindigde Gerrits als zevende op het onderdeel aerials.
Op de wereldkampioenschappen freestyleskiën 2015 in Kreischberg eindigde hij als twaalfde op het onderdeel aerials. In de Spaanse Sierra Nevada nam de Canadees deel aan de wereldkampioenschappen freestyleskiën 2017. Op dit toernooi eindigde hij als negentiende op het onderdeel aerials.

## Resultaten

### Olympische Spelen
| Jaar | Plaats | Resultaten |
| ---- | ------ | ---------- |
| 2014 | Sotsji | 7e Aerials |

### Wereldkampioenschappen
| Jaar | Plaats        | Resultaten  |
| ---- | ------------- | ----------- |
| 2011 | Deer Valley   | 6e Aerials  |
| 2013 | Voss          | Aerials     |
| 2015 | Kreischberg   | 12e Aerials |
| 2017 | Sierra Nevada | 19e Aerials |

### Wereldbeker
Eindklasseringen
| Seizoen   | Algm | AE  |
| --------- | ---- | --- |
| 2007/2008 | 165e | 39e |
| 2008/2009 | 136e | 36e |
| 2009/2010 | 124e | 35e |
| 2010/2011 | 60e  | 19e |
| 2011/2012 | 91e  | 24e |
| 2012/2013 | 16e  | 5e  |
| 2013/2014 | 13e  | 5e  |
| 2014/2015 | 61e  | 16e |
| 2015/2016 | 47e  | 11e |
| 2016/2017 | 90e  | 19e |

Wereldbekerzeges
| Datum            | Plaats | Onderdeel |
| ---------------- | ------ | --------- |
| 22 december 2013 | Peking | Aerials   |

## Trivia
- Zijn grootvader emigreerde vanuit het Nederlandse Den Ham naar Canada.